# 山芥叶菊三七
山芥叶菊三七（学名：Gynura barbareiofolia）是菊科菊三七属的植物。分布于越南以及中国大陆的云南、海南等地，多生长在林中岩石中，目前尚未由人工引种栽培。